# Предраг Палавестра
Предраг Палавестра (Сарајево, 14. јун 1930 — 19. август 2014) био је српски књижевник, историчар књижевности и редовни члан Српске академије наука и уметности и Академије наука и уметности Босне и Херцеговине.

## Биографија
Рођен је у Сарајеву 1930. године. У Београду је завршио Филолошки факултет на коме је докторирао 1964. Као књижевни критичар је писао за лист Политику, био је уредник „Књижевних новина” и часописа „Савременик”. Радио је као директор Института за књижевност и уметност у Београду. Два пута је изабран за председника ПЕН центра Србије. Био је члан Крунског савета и Управног одбора фонда Краљевског дома Карађорђевића.
У чланство Српске академије наука и уметности је примљен 7. маја 1981, када је изабран за дописног члана. За редовног члана је изабран 15. децембра 1988. На место секретара Одељења језика и књижевности САНУ је први пут изабран 26. априла 1994, а пононо изабран 28. маја 1998. и 23. априла 2002.
Његова књига „Послератна српска књижевност 1945—1970” је прећутно забрањена и једним делом тиража и запаљена.
Преминуо је у Београду 19. августа 2014. године, у 84. години живота.

## Дјела
- Књижевне теме (1958)
- Књижевност Младе Босне (1965, два издања)
- Токови традиције (1971)
- Послератна српска књижевност 1945—1970 (1972, друго издање 2012)
- Догма и утопија Димитрија Митриновића: почеци српске књижевне авангарде (1977)
- Критика и авангарда у модерној српској књижевности (1979)
- Скривени песник: Иво Андрић (1981)
- Критичка књижевност (1983)
- Наслеђе српског модернизма (1985)
- Историја модерне српске књижевности — златно доба 1892-1918. (1986, два издања)
- Књижевност као критика идеологије (1991)
- Књига о Андрићу (1992)
- Књижевност и јавна реч (1994)
- Критичке расправе (1995)
- Јеврејски писци у српској књижевности (1998)
- Историја српског ПЕН—а (2006)

### Уредник
Уредник је 25 књига грађе под називом „Српска књижевна критика” у издању Института за књижевност и уметност из Београда и Матице српске из Новог Сада.
- Књига српске фантастике XII—XX века, Српска књижевна задруга (1989, два тома)
- Српски симболизам, Српска академија наука и уметности (1983)
- Српска фантастика, САНУ (1987)
- Традиција и модерно друштво, САНУ (1987)
- Одговорност науке и интелигенције, САНУ (1990)
- Српска књижевност у емиграцији, САНУ (1991)
- О Јовану Дучићу — поводом педесетогодишњице смрти, САНУ (1996)

## Награде
- Орден Белог орла, Велики крст (Краљевска кућа Карађорђевић)